# 40 Degrees
Mussolo  40 depuis 2015
40 Degrees est un voilier monocoque destiné à la course au large, pour courir dans la catégorie des Class40. En 2015, il est renommé Mussolo 40.

## Histoire en course
En 2007, il termine deuxième de la Transat Jacques-Vabre en Class40, avec à son bord Anne Liardet et Peter Harding.
L'année suivante, à son bord, Miranda Merron et Peter Harding sont sacrés au championnat annuel de Class40.
En 2009, l'équipage du bateau, emmené par Harding, s'impose sur la Morbihan Class 40′., une série de régates organisées dans la baie de Quiberon.
En 2013, Peter Harding bat le record remporte la RORC Carabean 600 en battant le record de l'épreuve de 3 h 17 min 15 s.
En 2015, il est renommé Mussolo 40.
Il termine 11ème de la Transat Jacques Vabre 2017 avec Léonardo Chicourel et José Guilherme Caldas.